# کینگستون (جورجیا)
کینگستون، جورجیا (به انگلیسی: Kingston, Georgia) یک شهر در ایالات متحده آمریکا با جمعیت ۶۳۷ نفر است که در جورجیا واقع شده‌است.

## موقعیت جغرافیایی
موقعیت جغرافیایی شهرها و مناطق اطراف به شرح زیر است: